# Salve María
Salve María ist ein spanischer Spielfilm von 2024 in katalanischer Sprache. Der psychologische Thriller, basierend auf der Erzählung Las madres no von Katixa Agirre, handelt von den Ängsten und den dunklen Seiten der Mutterschaft.
Regie führte Mar Coll. Die Hauptrollen eines jungen Elternpaares wurden gespielt von Laura Weissmahr und Oriol Pla.

## Handlung
Die junge Schriftstellerin und Mutter María (Laura Weissmahr) stößt auf die Nachricht, dass eine französische Mutter ihre 10 Monate alten Zwillinge in der Badewanne ertränkt hat. Sie stürzt in eine Besessenheit von Schuldgefühlen, Überforderung und Widerwillen gegen das eigene Kind, das sie ständig als krank wahrnimmt, das ständig schreit und sich nach dem Stillen regelmäßig erbricht. Horrorszenen wie ein Angriff von Krähen und ein Traum der Mutter, in dem sie das Kind zu Boden fallen sieht, lassen die Mutterschaft zu einem Alptraum werden. Der Vater (Oriol Pla), anfangs ein überbeschäftigter, leichtfertiger Beobachter, kann nicht helfen und erleidet selbst einen Zusammenbruch.

## Produktion und Veröffentlichung
Im Januar 2024 wurde bekannt, dass Mar Coll an einer Film-Adaption der Erzählung Las madres no von Katixa Agirre arbeitete. Im März waren die Dreharbeiten abgeschlossen. Drehorte waren unter anderem Barcelona, Vall de Boí und Tarragona. Im Juli wurde der Titel Salve María bekanntgegeben.
Die Produktionskosten betrugen 2,7 Mio. €, darin inbegriffen 680.000 €, die das Instituto de la Cinematografía y de las Artes Audiovisuales als Beihilfe gezahlt hatte.
Der Film wurde beim Filmfestival von Locarno im August 2024 uraufgeführt und erschien Ende Oktober 2024 in den spanischen Kinos.
Das offizielle Filmplakat wurde von Google und Meta zensiert, weil darauf eine weibliche Brust zu sehen ist, aus der Milch entweicht. Auch die spanische Eisenbahngesellschaft Adif lehnte es ab, das Plakat auf Bahnhöfen und entlang Bahnstrecken aufhängen zu lassen.

## Auszeichnungen und Nominierungen
- 2024 Laura Weissmahr Beste Darstellerin auf der Semana Internacional de Cine de Valladolid[13] und beim El Gouna Film Festival.[14]
- 2024 Lobende Erwähnung beim Locarno Film Festival in der Kategorie International Competition.[15]
- 2025 Bester dramatischer Film und bestes Drehbuch bei den Premios Feroz.[16]